# りんご飴

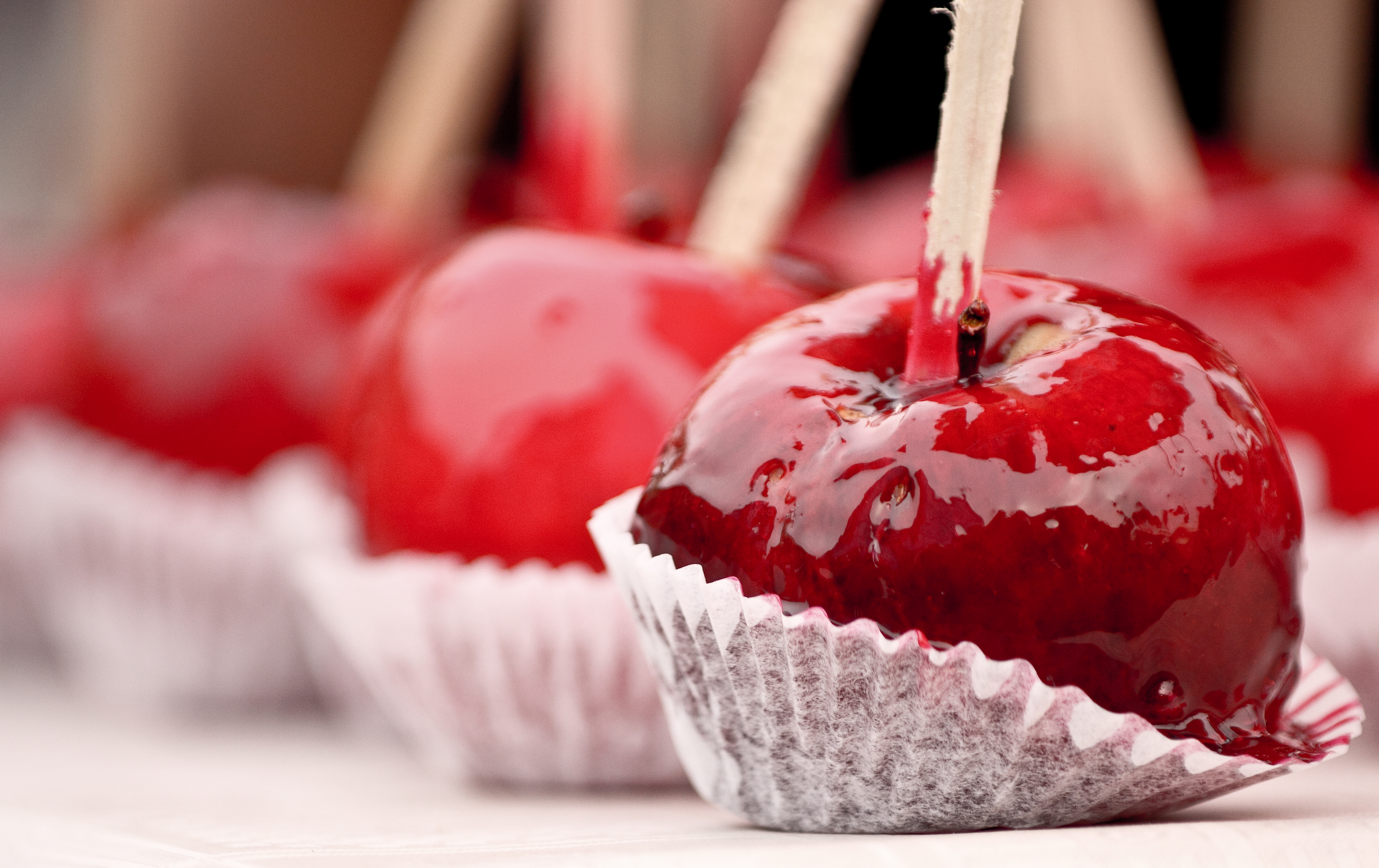
アメリカの「キャンディーアップル（candy apple） あるいは、タフィーアップル（toffy apple）」

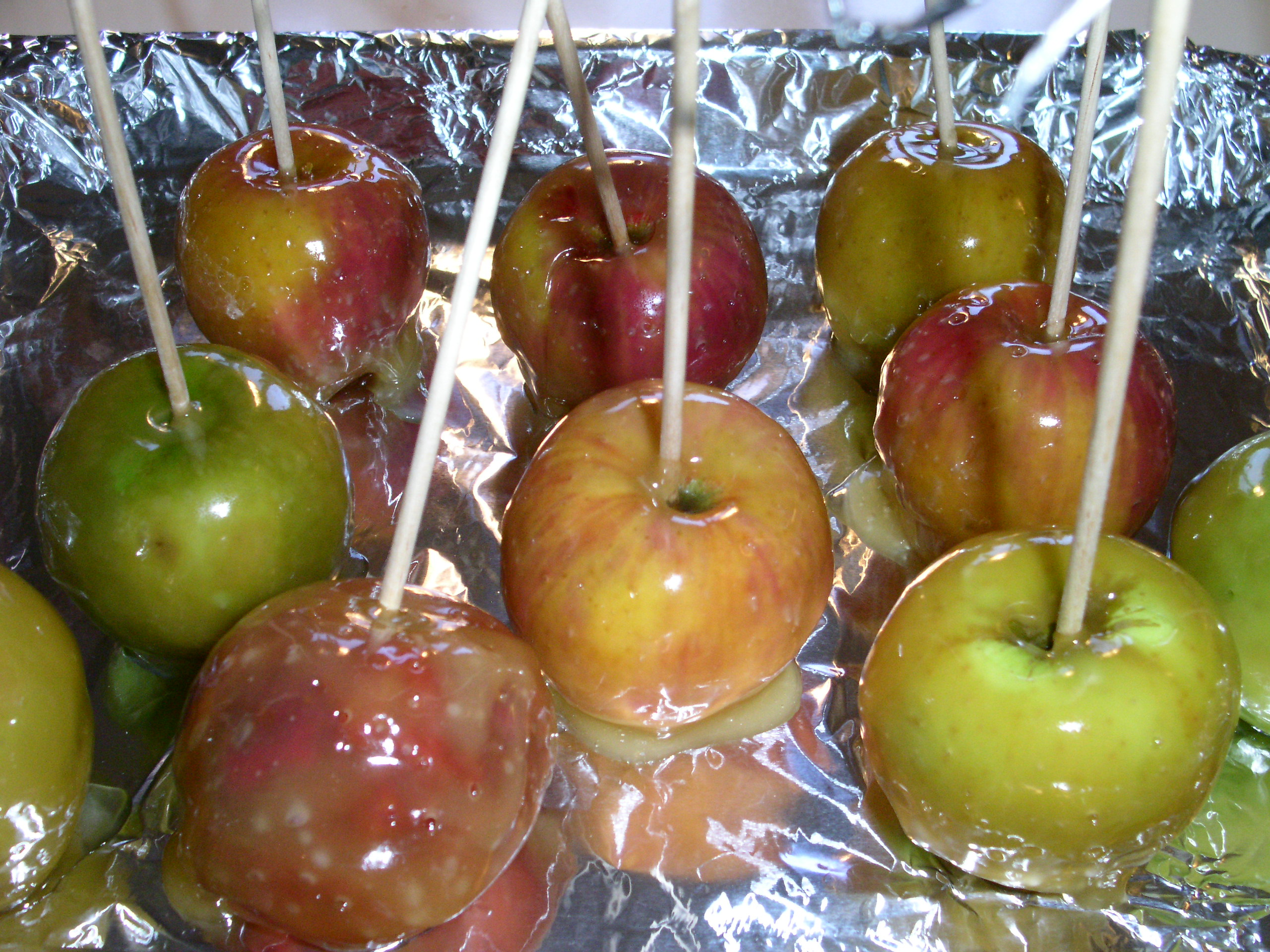
調理中のキャンディーアップル

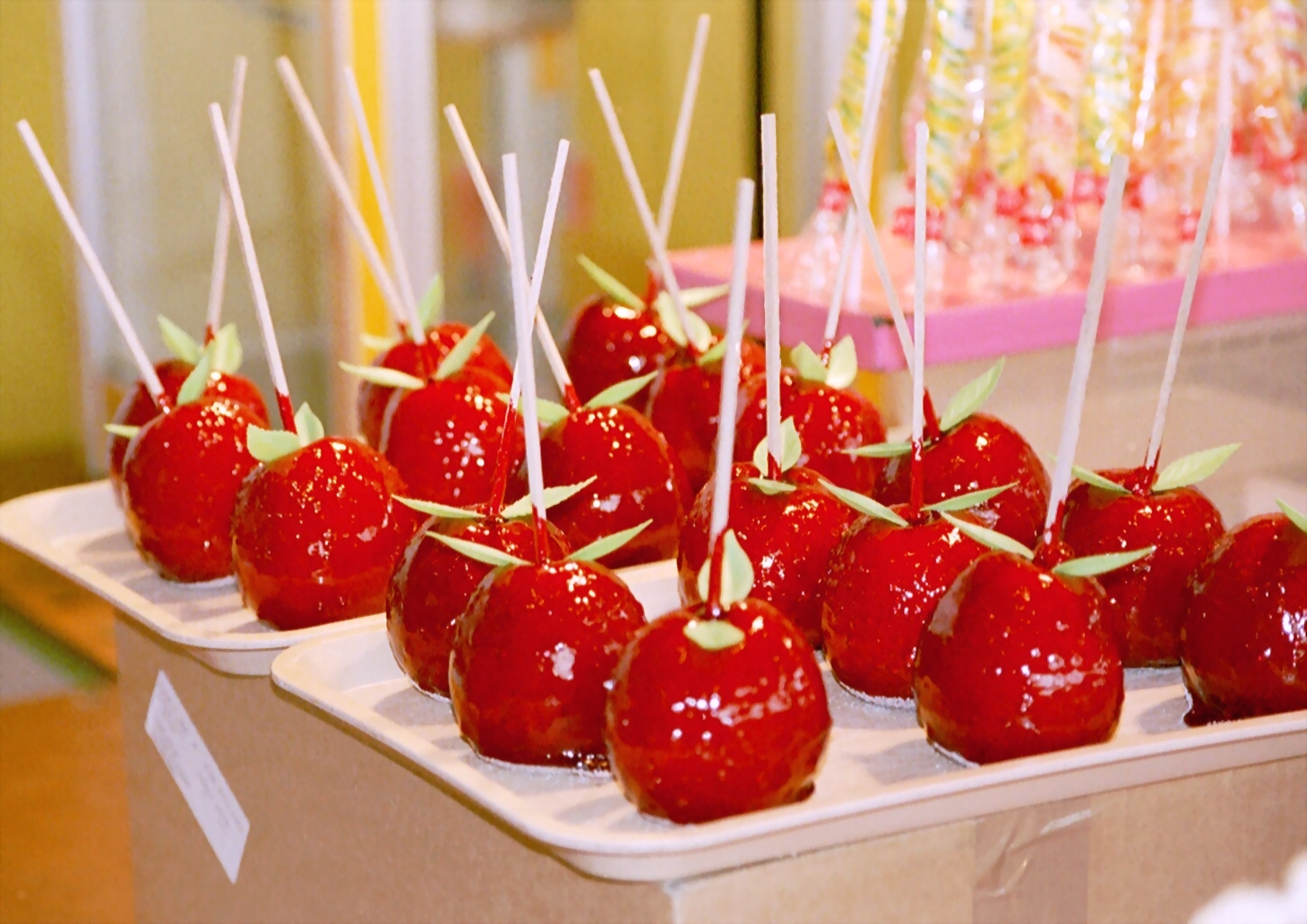
フランスの「ポム・ダムール (pomme d'amour)」は、直訳すると「愛のリンゴ」。作り物の小さな若葉で飾り付けされている。

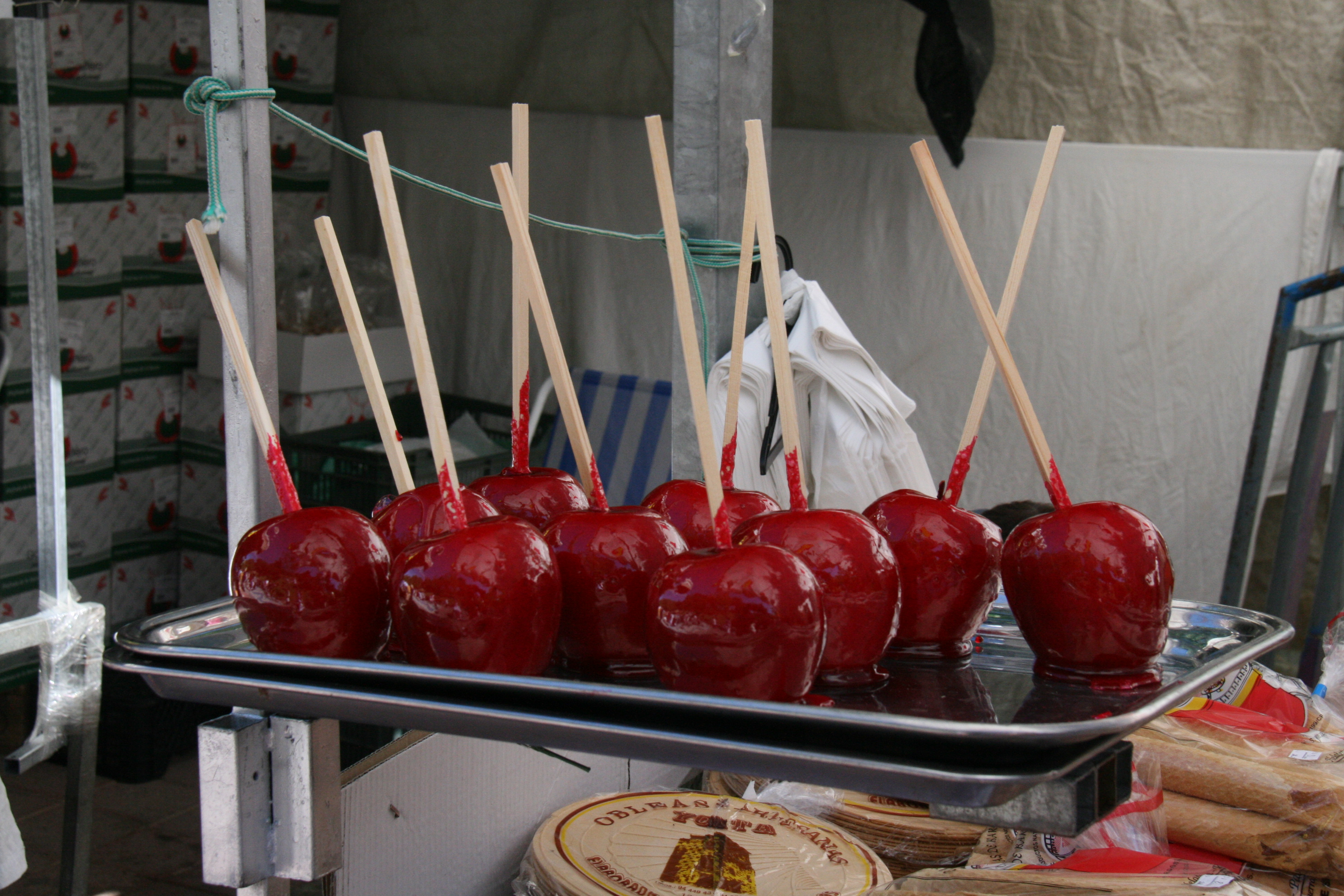
スペインの "manzanas de caramelo"

りんご飴（りんごあめ、林檎飴）/ キャンディーアップル（英語：candy apple）は、シロップや飴などで生のリンゴ果実をコーティングし、手で持つための棒を取り付けたフルーツ菓子。欧米文化圏では古くから秋の収穫祭の時期によく振る舞われ、特に各国のハロウィンやイギリスのガイ・フォークス・デーでは定番となっている。また、日本では縁日の定番となっている ほか、世界のさまざまな地域で食べられている。

## 欧米文化圏のりんご飴
欧米のものは、コーティングする食材や風味付けに若干のバリエーションがある。
- 英米 ：candy apple （意：飴りんご）、toffee apple （意：カラメル糖りんご）
- ドイツ ：Kandierte Äpfel （意：飴りんご）, Paradiesaepfel （意：天国の林檎、楽園の林檎）
- フランス ：pomme d'amour （意：愛の林檎）
- スペイン ：manzana de caramelo（意：カラメルのりんご）
- ポルトガルとルゾフォニア ：maçã do amor （意：愛の林檎）

## 日本のりんご飴

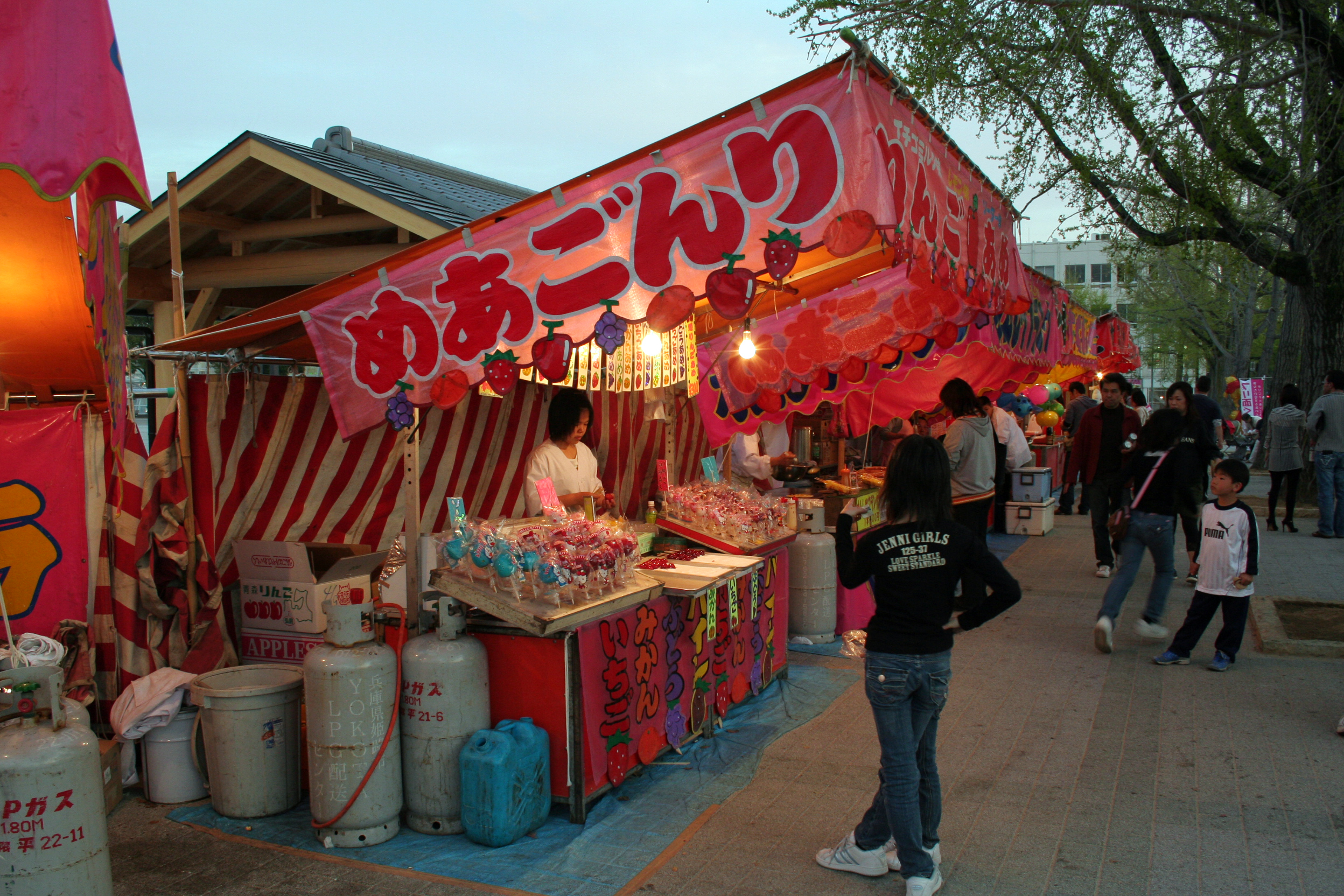
りんご飴の屋台

日本では砂糖でコーティングしたりんごをりんご飴と呼び、もっぱら縁日などの祭事会場で売られるものであり、日常的に食されることはない。
砂糖と水を火にかけ、砂糖が溶けてきたところで食紅を入れて赤や緑などの色をつける。とろみが出てきたら割り箸を刺したリンゴを入れ、飴を回しつける。リンゴを下にして銅板やフライパンなどに置いて冷まし、飴が固まったら完成である（飴自体は一種の鼈甲飴といえる）。
雨の日は飴が湿気を帯びてべたつくため、作るのが難しい。
イチゴ、ブドウ、ミカンなど、さまざまなものを用いた商品が売られている。
あんず飴はスモモの酢漬けに水飴をからめて氷上で冷やしたものである。
「りんご飴マン」というりんご飴の魅力を世界に伝える日本発の生ゆるキャラも存在する。

## 発祥
アメリカの Newark Evening News (1964) においては、りんご飴の発祥について以下のように解説されている。

りんご飴は、William W. Kolb によって発明された。Kolbはニューアークのベテラン菓子職人で、最初のりんご飴は1908年に生み出された。クリスマス商戦に向けて彼が店でレッドシナモンの飴を作っていた時、彼はいくつかのりんごをその飴に浸し、ディスプレイに並べた。その初めて生産されたりんご飴は5セントで販売され、後に年間で数千個のりんご飴が販売されることとなった。間もなくりんご飴はニュージャージーの大西洋沿岸(Jersey Shore)で販売されるようになり、りんご飴を扱う店は国中に広がった。(The Newark News in 1948)

## 類似の菓子

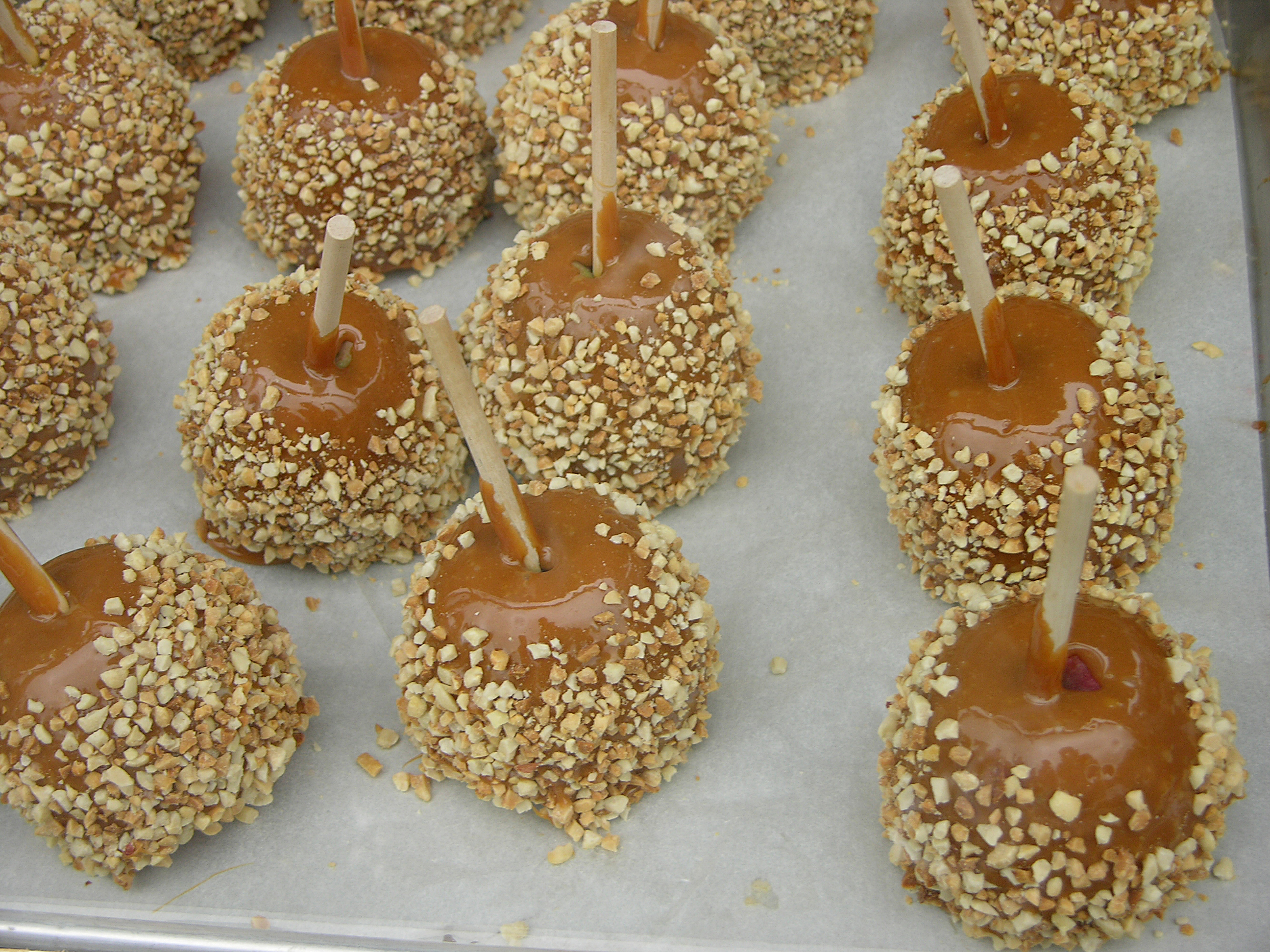
類型にあたる「キャラメルアップル（caramel apple）。こちらもタフィーアップルと呼ばれる

キャラメルアップル
リンゴをシロップでなくカラメルでコーティングした菓子。
糖葫蘆（tang hu lu、タンフールー）/冰糖葫蘆（bing tang hu lu、ビンタンフールー）
中国の京津地方発祥の伝統的糖菓（Candied fruit、蜜餞）であり、サンザシなどの果実を竹串に刺して、煮詰めた砂糖を上から塗って固めて作る。